# Monika Wolińska
Monika Wolińska (ur. 4 maja 1974 w Chełmie) – polska dyrygent, pierwsza polska dyrygentka, która zadyrygowała w nowojorskiej Carnegie Hall, dr hab. sztuk muzycznych, profesor nadzwyczajny Uniwersytetu Muzycznego Fryderyka Chopina.

## Życiorys
Odbyła studia w Akademii Muzycznej im. Feliksa Nowowiejskiego w Bydgoszczy, a w 2003 studia dyrygenckie Symfoniczno-Operowe w Akademii Muzycznej im. Fryderyka Chopina w Warszawie. Swoje umiejętności doskonaliła podczas kursów mistrzowskich prowadzonych przez Antoniego Wita (w Wiedniu, gdzie została wyróżniona przez orkiestrę Badener Philharmoniker nagrodą dla najlepszego uczestnika kursu), Gabriela Chmurę, Kurta Masura, Pierre’a Bouleza (w ramach Lucerne Music Festival w Szwajcarii). W 2007 obroniła pracę doktorską, natomiast 9 stycznia 2013 uzyskała stopień doktora habilitowanego w zakresie sztuk muzycznych. Jest absolwentką studiów podyplomowych ogólnomenedżerskich Wydziału Zarządzania Uniwersytetu Warszawskiego.
Jako dyrygentka zadebiutowała w 2004 roku na Festiwalu Muzycznym w Lucernie, pracując pod okiem Pierre’a Bouleza. Przez wiele lat współpracowała z Maestro Jerzym Semkowem, a w sezonie 2007/2008 asystowała prof. Krzysztofowi Pendereckiemu. Monika Wolińska jest wielką propagatorką muzyki współczesnej. Występowała wielokrotnie na Festiwalu Warszawska Jesień oraz Festiwalu „Generacje”. Współpracowała z wieloma orkiestrami w Polsce oraz wielu krajach Europy, Azji i Ameryki. Koncertowała między innymi z Orkiestrą Sinfonia Varsovia, Orkiestrą Filharmonii Narodowej, NOSPR w Katowicach, Polską Orkiestrą Radiową, Orkiestrą Konserwatorium Muzycznego w Sankt Petersburgu, Orkiestrą Kameralną „Moscovia”, Narodową Orkiestrą Litewską.
W 2014 roku poprowadziła premierę widowiska muzyczno-historycznego Universa – Opera Otwarta Jana A.P. Kaczmarka, utworu napisanego z okazji Jubileuszu 650-lecia Uniwersytetu Jagiellońskiego. W październiku 2014 roku poprowadziła w Filharmonii Gorzowskiej koncert z udziałem jednego z najwybitniejszych barytonów naszych czasów, Thomasa Hampsona, który na zaproszenie Moniki Wolińskiej po raz pierwszy wystąpił w Polsce.
W 2012 wydała debiutancką płytę z symfonicznymi poematami kompozytora Eugeniusza Morawskiego, która w 2013 otrzymała nominację do nagrody muzycznej Fryderyka
Została zatrudniona na stanowisku adiunkta Katedry Dyrygentury Symfonicznej-Operowej na Wydziale Kompozycji, Dyrygentury i Teorii Muzyki Uniwersytetu Muzycznego Fryderyka Chopina, a potem otrzymała nominację na stanowisko profesora nadzwyczajnego Uniwersytetu Muzycznego Fryderyka Chopina. Od 2020 roku pełni funkcję Kierownika Katedry Dyrygentury Symfoniczno-Operowej i jest również pierwszą w historii uczelni kobietą, zatrudnioną na tym stanowisku. Jest również autorką książki o polskim dyrygencie Stanisławie Wisłockim, zatytułowaną Stanisław Wisłocki – dyrygent i pedagog, która ukazała się w 2005 roku.

## Nagrody i odznaczenia
- 2018: srebrna statuetka, specjalna nagroda im. Kazimierza Andrzeja Jaworskiego (KAJ-a) za całokształt pracy artystycznej[10]
- 2016: statuetka „Sukces”, za promowanie Gorzowa Wielkopolskiego w kraju i na świecie[5]
- 2011: Odznaka Honorowa „Zasłużony dla kultury polskiej[5]
- 2013: Nagroda  przyznawana osobom tworzącym piękno i harmonię, którymi możemy szczycić się przed światem[11]
- 2013: Nominacja do nagrody muzycznej Fryderyka[5]